# Pavel Hašek
Pavel Hašek (* 27. červen 1983, Praha) je český fotbalový obránce či záložník, působící v SK Zápy. Je synem bývalého reprezentanta Ivana Haška.

## Klubová kariéra
Svoji obsáhlou kariéru začal Hašek v tehdejším klubu FC Tempo Praha, následně jeho kroky směřovaly do zahraničí, kde působil jeho otec. Hrál nejprve za francouzský RC Strasbourg a poté za japonské kluby Sanfrecce Hiroshima a JEF United Ichihara Chiba. Až teprve poté se vrátil do Česka. Přesněji nejprve do SK Slavia Praha, následně do Bohemians Praha a FK Velim. V létě 2001 pak podepsal kontrakt s Bohemians 1905, v jehož A-týmu strávil půl roku. Jarní část sezony 2001–2002 totiž odehrál formou hostování v FK Admira Praha. Následně na dva roky zamířil do FK Chmel Blšany, na rok do FC Viktoria Plzeň a 1. FK Příbram. V létě 2006 se vrátil zpět do Bohemians, ze kterých podepsal v FK Teplice. V kádru severočechů se však neprosadil a byl nejdříve poslán hostovat zpět do Bohemians, které však předčasně ukončil a odešel hostovat do slovenského klubu FC Petržalka 1898. Po konci smlouvy v Teplicích v létě 2009 přestoupil do FK Dukla Praha, se kterou slavil o rok později postup do nejvyšší soutěže. V září 2013 odešel na hostování do SK Dynamo České Budějovice, kde působil do prosince 2014, pak se vrátil do Dukly.
V létě 2015 přestoupil do Bohemians 1905.